# Ciclo dei Principi demoni

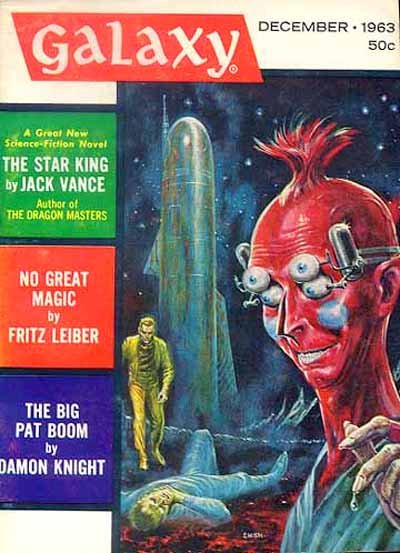
Il primo romanzo del ciclo, The Star King, è stato pubblicato sui numeri di dicembre 1963 e febbraio 1964 di Galaxy Science Fiction, con copertine e illustrazione interne di Ed Emshwiller.

Il ciclo dei Principi Demoni è una serie di fantascienza scritta da Jack Vance e composta da cinque libri pubblicati tra il 1964 e il 1981 che narrano le avventure dell'antieroe Kirth Gersen mentre mette in atto la sua vendetta nei confronti di cinque famigerati signori del crimine, noti collettivamente come Demon Princes, responsabili del massacro della sua famiglia e degli abitanti della sua colonia. Ogni romanzo tratta della ricerca di uno dei cinque principi.

## Libri
- Il re stellare (The Star King, 1964). L'antagonista è Attel Malagate, un rinnegato di una specie chiamata Star Kings, spinta a imitare e superare le specie di maggior successo che incontrano; per mezzo del loro contatto con l'umanità, hanno iniziato a evolversi consapevolmente in imitazioni degli esseri umani. L'esca che Gersen usa per intrappolarlo è un pianeta non sviluppato e straordinariamente bello la cui posizione è nota solo a lui, che Malagate brama per diventare il pioniere di una nuova razza che miri superare sia gli umani che la sua stessa specie.
- La macchina per uccidere (The Killing Machine, 1964). Kokor Hekkus, un 'hormagaunt', uno "stregone" che ha prolungato la sua vita con la vivisezione degli esseri umani per ottenere ormoni e altre sostanze dai loro corpi viventi. Ma la vita eterna può essere noiosa, e così ha trasformato il pianeta perduto Thamber in uno palcoscenico su cui recitare le sue fantasie.
- Il palazzo dell'amore (The Palace of Love, 1967). Viole Falushe, un megalomane impotente e per questo fissato ironicamente col sesso. Era così ossessionato da una ragazza della sua giovinezza, che creò una serie di suoi cloni nel vano tentativo di generarne uno che gli avrebbe restituito il suo amore. Questo romanzo contiene uno dei personaggi più avvincenti e indimenticabili di Vance, il poeta pazzo Navarth, che svolge un ruolo centrale.
- La faccia (The Face, 1979). Lens Larque, un sadico e un imbroglione monumentale. Nel corso del romanzo, il protagonista sperimenta alcuni degli stessi oltraggi che hanno motivato il cattivo a inventare il suo scherzo più grandioso, portando a una delle terminazioni più iconicamente ironiche di tutto il lavoro di Vance.
- Il libro dei sogni (The Book of Dreams, 1981). Howard Alan Treesong, un "caotico", che incarna elementi appartenuti ai suoi predecessori, e trama i piani più fantasiosamente ambiziosi. Tenta di rilevare le tre principali organizzazioni dell'Oikumene: la CCPI (forze dell'ordine), la Jarnell Corporation (tecnologia delle navi spaziali) e l'Istituto (potere politico e sociale).

## Impostazione
I romanzi si svolgono nell'Oikumene, una confederazione libera dei pianeti civili della galassia. L'Oikumene condivide alcune caratteristiche concettuali con il Gaean Reach  e può rappresentarne il precursore. La Terra, per esempio, esiste in entrambi gli universi, così come le valute basate sul lavoro non specializzato. Tuttavia, la maggior parte dei pianeti citati nelle storie di Oikumene e Gaean Reach non appare in entrambi.
Fuori dall'Oikumene c'è il Dilà. Comprende molti mondi abitati, alcuni dei quali hanno un solo insediamento, altri sono civilizzati in una certa misura. Il Dilà non è soggetto alla legge dell'Oikumene (tecnicamente, qualsiasi oltraggio commesso non è riconosciuto come un crimine in Oikumene), ma usano SVU come valuta. Molti (probabilmente la maggior parte) dei mondi del Dilà hanno una reputazione meritatamente criminale. Tuttavia, una fortuna ottenuta lì può essere portata nell'Oikumene senza, di regola, che vengano poste domande; la CCPI non ha giurisdizione nel Dilà, ma spesso invia agenti clandestini ad indagare.
L'Istituto è un'organizzazione con il compito di controllare lo sviluppo e la diffusione della tecnologia. Ha molti detrattori, che operano partendo dal presupposto che senza l'interferenza dell'Istituto ci sarebbero molte più innovazioni tecnologiche ampiamente disponibili e la società sarebbe utopica. L'Istituto da parte sua ritiene che una certa quantità di lavoro e persino sofferenza siano necessari per il bene generale della condizione umana.

## Altri media
Nel 2018 il sito web Internet Movie Database ha annunciato che un adattamento della saga su piccolo schermo è in fase di realizzazione.